# The Little Miss Brown
The Little Miss Brown è un film muto del 1915 diretto da James Young

## Trama
Pur amando Robert Mason, Betty Brown si sente attratta da Joseph Clews, un suo ardente corteggiatore. Dopo aver accettato di scappare con lui, Betty si ritrova sola nell'albergo di Hartford dove aveva preso appuntamento con Joseph. Quest'ultimo, infatti, viene trattenuto e non riesce a raggiungerla. Betty, scambiata a causa di un equivoco per la moglie di Dennison, uno degli ospiti dell'albergo, approfitta di quell'errore visto che non ha soldi e passa la notte in una delle stanze affittate da Dennison per un party organizzato per il giorno seguente.
La signora Dennison, che è separata dal marito, arriva il giorno dopo in albergo. Quando, però, viene a sapere che uno zio le lascerà una grossa somma solo se dimostrerà che il suo è un matrimonio felice, la donna lascia che Betty continui con la sua recita. I corteggiatori di Betty sembrano complicare ulteriormente la faccenda che però finisce felicemente: la signora Dennison incassa i suoi soldi e Betty torna dal fedele Robert.

## Produzione
Il film fu prodotto dalla William A. Brady Picture Plays.

## Distribuzione
Distribuito dalla World Film, uscì nelle sale cinematografiche statunitensi il 7 giugno 1915. Il copyright del film, richiesto dalla World Film Corp., fu registrato il 9 giugno 1915 con il numero Lu5517.
Non si conoscono copie ancora esistenti della pellicola che viene considerata presumibilmente perduta.